# در انتظار گودو
در انتظار گودو یا چشم به راه گودو (به انگلیسی: Waiting for Godot) نمایشنامه‌ای از ساموئل بکت است که از آثار کلاسیک سده بیستم میلادی شناخته می‌شود.

## خلاصه نمایشنامه
غروب، در کنار راهی در خارج شهر با درخت بدون برگ. دو انسان به ظاهر ولگرد و فقیر به نام‌های استراگون (گوگو) و ولادیمیر (دی‌دی) با کسی به نام گودو که نمی‌دانند کیست، قرار ملاقات دارند، و چشم‌به‌راه نشسته‌اند. انتظار آن‌ها امیدی برای زیستن است.
استراگون شب گذشته را در گودالی گذرانده و افراد ناشناسی او را کتک زده‌اند. صحبت دربارهٔ کتک خوردن، آن‌ها را به یاد خشونت مردم می‌اندازد و تأسف می‌خورند که چرا در سال ۱۹۰۰، آن‌گاه که هنوز زیبا بودند و آب و رنگی داشتند خودشان را از بالای برج ایفل به زیر نینداخته‌اند. گوگو از کفش‌های تنگش که پاهای او را به درد می‌آورند و دی‌دی از کلاهش که باعث خارش سرش می‌شود و همچنین بیماری مثانه، رنج می‌برد. آن‌ها نمی‌توانند بروند چون منتظر گودو هستند و محکوم‌اند که در این مکان بمانند، تا زمانی که گودو به قولش عمل کند. آن‌ها نه هیچ اطمینانی به این قول و قرار دارند و نه به اینکه محل ملاقات آن‌ها در این مکان و در زیر همین درخت باشد.
به راستی چه درخواستی از گودو خواهند داشت؟ از دعا و استغاثه و از توقعات بدون پاداش صحبت می‌کنند. بدون اینکه گودو هیچ تعهدی پذیرفته باشد؛ ولی امیدوارند به کمک او، شاید از همین امشب در رختخواب خشک و گرم و با شکمی سیر بخوابند. وقتی صدای فریادی که احتمالاً ورود گودو را باید اعلام کند، می‌شنوند به وحشت می‌افتند و به هم می‌چسبند. سپس دوباره چشم به راه می‌نشینند. گوگو گرسنه است و دی‌دی آخرین هویجش را که در جیب پنهان کرده، به او می‌دهد. بعد از این جز شلغم چیزی نخواهد بود.
ورود یک ارباب (پوزو) با برده‌اش (لاکی) زندگی آن‌ها را از یکنواختی درمی‌آورد. پوزو از اینکه به وسیله این دو ناشناس، شناخته نشده و او را به جای گودو، که او را هم نمی‌شناسد، گرفته‌اند و به خصوص از اینکه در روی زمین‌های او منتظر گودو هستند تعجب کرده‌است! لاکی ایستاده می‌ماند و از خستگی به خواب می‌رود. طناب گلویش را می‌فشارد، نفس‌نفس می‌زند و اعتراضی نمی‌کند.
پوزو قبل از عزیمت، به لاکی دستور می‌دهد برقصد و سخنرانی کند. او ماشین‌وار با جملاتی پراکنده سخن می‌گوید. برای خاموش کردن او باید کلاه را از سرش بردارند. بعد از خروج پوزو و برده‌اش، پسربچه‌ای وارد می‌شود و اعلام می‌کند: «آقای گودو امشب نمی‌آید ولی فردا حتماً خواهد آمد.» و می‌رود. گوگو و دی‌دی آماده رفتن می‌شوند. یک لحظه هر دو به فکر می‌افتند خودشان را بر درخت حلق‌آویز کنند اما پشیمان می‌شوند. بی‌حرکت می‌مانند. ماه در انتهای صحنه بالا می‌آید.
فردای آن روز در همان ساعت و همان مکان، ولادیمیر تغییر منظره را به دوستش نشان می‌دهد: بر درخت چند برگ روئیده است، استراگون هیچ‌چیز به خاطرش نمی‌آید. نه درخت، نه پوزو، نه لاکی. فقط ضربه لگدی که دریافت کرده و استخوان مرغی را که به او داده بودند به یاد دارد.
استراگون به خواب می‌رود اما خوابش بیش از چند لحظه طول نمی‌کشد. ولادیمیر کلاه لاکی را روی صحنه می‌یابد، با آن بازی دست به دست کردن کلاه و به سر گذاشتن درمی‌آورند. بعد ادای پوزو و لاکی را درمی‌آورند. پوزو و لاکی وارد می‌شوند و روی زمین می‌افتند. یک لحظه استراگون، پوزو را به جای گودو می‌گیرد و اعلام می‌کند: «این گودو است.» و ولادیمیر می‌گوید: «به موقع رسید… بالاخره نجات یافتیم…»
پوزو کمک می‌طلبد. دی‌دی و گوگو بر سر مقدار پولی که برای کمک باید بگیرند، بحث می‌کنند. در این لحظه احساس می‌کنند که به‌عنوان نمایندگان کل بشریت چشم به راه گودو هستند، و در انتظار، وقت را به هر صورتی که می‌توانند پر می‌کنند. پوزو نابیناست و مفهوم زمان را از دست داده و لاکی گنگ است.
بعد از خروج پوزو، استراگون می‌خوابد، همان پسربچه پرده اول وارد می‌شود. ولادیمیر سعی می‌کند دربارهٔ گودو اطلاعات بیشتری به دست آورد و می‌فهمد که گودو مردی است که ریش سفید دارد. پسربچه اعلام می‌کند که «گودو امشب نمی‌آید ولی حتماً فردا خواهد آمد.» گوگو پیشنهاد می‌کند که برای همیشه دست از انتظار بردارند یا خودکشی کنند. به درخت نزدیک می‌شوند، استراگون طناب نازکی که به جای کمربند به کمرش بسته‌است را درمی‌آورد. طناب به قدر کافی محکم نیست. دو مرد تصمیم می‌گیرند بروند اما تکان نمی‌خورند. شب فرامی‌رسد، ماه در انتهای صحنه بالا می‌آید.»

## به فارسی
این نمایشنامه بارها به فارسی ترجمه شده. سالِ ۱۳۴۷ داوود رشیدی نخستین بار این نمایشنامه را با عنوانِ چشم به راه گودو در انجمن ایران و امریکا در تهران روی صحنه برد. نجف دریابندری نامدارترین مترجم فارسی این نمایشنامه است. از دیگر موارد می توان به ترجمهٔ علی اکبر علیزاد نیز اشاره کرد که توسط نشر بیدگل به چاپ رسیده است.